# Siboglinum sergeevi
Siboglinum sergeevi är en ringmaskart som beskrevs av Ivanov 1963. Siboglinum sergeevi ingår i släktet Siboglinum och familjen skäggmaskar. Inga underarter finns listade i Catalogue of Life.